# BluVolley Verona 2008-2009
Questa voce raccoglie le informazioni riguardanti il BluVolley Verona nelle competizioni ufficiali della stagione 2008-2009.

## Stagione
La stagione 2008-09 è per il BluVolley Verona, sponsorizzato dal Marmi Lanza, la quinta in Serie A1; la squadra è stata ripescata nella massima categoria italiana dopo la rinuncia di partecipazione della M. Roma Volley; nella stagione precedente infatti, il club scaligero aveva partecipato alla Serie A2, chiudendo la regular season al secondo posto e perdendo la serie finale dei play-off promozione contro il Volley Forlì. In panchina viene confermato come allenatore Alberto Giuliani, mentre la rosa viene completamente rivoluzionata: le uniche due conferme sono quelle di Martino Volpini, Daniele Sottile e Matteo Mosterts, e tra gli acquisti figurano quelli di Johannes Bontje, Michał Łasko, Marcus Popp, Frank Dehne, Andrea Semenzato e Simone Parodi, quest'ultimo arrivato in prestito dal Piemonte Volley; lasciano la squadra Simone Buti, Ramón Gato e Giacomo Bellei.
Il campionato si apre con due vittorie rispettivamente contro la Sisley Volley e la Trentino Volley, terminate entrambe al tie-break, mentre la prima sconfitta arriva alla terza giornata, nuovamente al quinto set, contro la Pallavolo Modena; il corso del girone di andata è caratterizzato da un'alternanza di successi e di sconfitte, che portano la squadra a chiudere la prima parte del campionato all'ottavo posto in classifica, utile per qualificarsi alla Coppa Italia. Il girone di ritorno inizia con tre stop consecutivi: dopo un successo ed una nuova disfatta, il BluVolley Verona ottiene prima tre vittorie e poi quattro sconfitte di fila; la regular season si chiude con la vittoria sul Volley Forlì ed il nono posto in classifica, che comunque non è utile per qualificarsi ai play-off scudetto.
L'ottavo posto al termine del girone d'andata della Serie A1 2008-09 qualifica il BluVolley Verona alla Coppa Italia: tuttavia il cammino del club nella competizione dura solo peri quarti di finale, sconfitta per 3-1 dal Piemonte Volley.

## Organigramma societario
Area direttiva
- Presidente: Nereo Destri
- Presidente onorario: Niko Cordioli
- Vicepresidente: Roberto Bernoni
- Direttore generale: Gabriele Cottarelli
- Codirettore generale: Stefano Filippi
- Segreteria generale: Lucianella Bertolini
- Consulente legale: Stefano Fanini

Area organizzativa
- Team manager: Giorgio De Veis
- Dirigente: Cesare Albertini, Valentino Viviani, Luigi Zanella
- Responsabile organizzazione: Andrea Totolo
- Responsabile palasport: Giorgio Totolo
- Logistica: Milan Grubor, Claudio Tamarini, Luigi Totolo

Area tecnica
- Allenatore: Alberto Giuliani
- Allenatore in seconda: Diego Flisi
- Scout man: Carlo Gonella
- Responsabile settore giovanile: Fabio Minozzi, Giuseppe Pes, Marco Salvatorini

Area comunicazione
- Ufficio stampa: Francesca Paradiso, Diego Zarantonello
- Speaker: Danilo Ferrari

Area sanitaria
- Staff medico: Mariano Bertaiola (fino al 20 settembre 2008), Roberto Zanon (dal 20 settembre 2008)
- Medico: Feno Franchini
- Preparatore atletico: Massimo Merazzi
- Fisioterapista: Barbara Calcinoni
- Osteopata: Gianluca Fiorio

## Rosa
| N° | Nome             | Ruolo | Data di nascita   | Nazionalità sportiva |
| -- | ---------------- | ----- | ----------------- | -------------------- |
| 1  | Maurizio Latelli | L     | 10 dicembre 1974  | Italia               |
| 3  | Simone Parodi    | S     | 16 giugno 1986    | Italia               |
| 4  | Marcus Popp      | S     | 23 settembre 1981 | Germania             |
| 5  | Daniele Sottile  | P     | 17 agosto 1979    | Italia               |
| 6  | Martino Volpini  | S     | 8 novembre 1989   | Italia               |
| 7  | Michał Łasko     | S/O   | 11 marzo 1981     | Italia               |
| 11 | Frank Dehne      | P     | 14 febbraio 1976  | Germania             |
| 12 | Dávid Szabó      | S/O   | 13 gennaio 1990   | Ungheria             |
| 13 | Massimo Colaci   | L     | 21 febbraio 1985  | Italia               |
| 14 | Goran Marić      | S/O   | 2 ottobre 1981    | Serbia               |
| 15 | Andrea Semenzato | C     | 12 settembre 1981 | Italia               |
| 17 | Johannes Bontje  | C     | 12 maggio 1981    | Paesi Bassi          |
| 18 | Matteo Mosterts  | C     | 10 settembre 1986 | Italia               |

## Mercato
| Acquisti | Acquisti         | Acquisti          | Acquisti   |
| R.       | Nome             | da                | Modalità   |
| -------- | ---------------- | ----------------- | ---------- |
| C        | Johannes Bontje  | Sempre Padova     | definitivo |
| L        | Massimo Colaci   | Volley Corigliano | definitivo |
| P        | Frank Dehne      | AZS Olsztyn       | definitivo |
| S/O      | Michał Łasko     | Piemonte          | definitivo |
| L        | Maurizio Latelli | Taranto           | definitivo |
| S/O      | Goran Marić      | Volley Corigliano | definitivo |
| S        | Simone Parodi    | Piemonte          | prestito   |
| S        | Marcus Popp      | Gabeca            | definitivo |
| C        | Andrea Semenzato | M. Roma           | definitivo |
| S/O      | Dávid Szabó      | Top Team Mantova  | definitivo |

| Cessioni | Cessioni         | Cessioni         | Cessioni   |
| R.       | Nome             | a                | Modalità   |
| -------- | ---------------- | ---------------- | ---------- |
| S/O      | Giacomo Bellei   | Gabeca           | definitivo |
| C        | Massimo Botti    | Perugia          | definitivo |
| C        | Simone Buti      | Pineto           | definitivo |
| S        | Mario Canzanella | Cavriago         | definitivo |
| P        | Eugenio Dolfo    | Forlì            | definitivo |
| S        | Ramón Gato       | Sempre Padova    | definitivo |
| S        | Bojan Janić      | Trefl Gdańsk     | definitivo |
| O        | Michael Olieman  | Toyoda Trefuerza | definitivo |
| S        | Filippo Sgrò     | Reima Crema      | definitivo |
| L        | Matteo Tabanelli | M. Roma          | definitivo |
| C        | Jiří Zadražil    | Rennes           | definitivo |

## Risultati

### Serie A1

#### Girone di andata
| 1ª giornata - 28 settembre 2008 PalaVerde, Villorba         | Treviso          | 2 - 3 | BluVolley Verona | 22-25, 25-15, 25-19, 20-25, 12-15 |
| 2ª giornata - 6 ottobre 2008 PalaOlimpia, Verona            | BluVolley Verona | 3 - 2 | Trentino         | 27-25, 27-25, 20-25, 22-25, 15-11 |
| 3ª giornata - 12 ottobre 2008 PalaOlimpia, Verona           | BluVolley Verona | 2 - 3 | Modena           | 25-18, 25-23, 22-25, 25-27, 7-15  |
| 4ª giornata - 19 ottobre 2008 PalaWojtyla, Martina Franca   | Prisma Taranto   | 3 - 1 | BluVolley Verona | 25-15, 23-25, 25-20, 25-19        |
| 5ª giornata - 26 ottobre 2008 PalaOlimpia, Verona           | BluVolley Verona | 3 - 1 | Piemonte         | 25-21, 23-25, 27-25, 25-22        |
| 6ª giornata - 2 novembre 2008 PalaFontescodella, Macerata   | Lube             | 3 - 0 | BluVolley Verona | 25-21, 25-19, 25-22               |
| 7ª giornata - 10 novembre 2008 PalaOlimpia, Verona          | BluVolley Verona | 3 - 1 | Sempre Padova    | 25-23, 30-32, 25-19, 25-21        |
| 8ª giornata - 15 novembre 2008 PalaGeorge, Montichiari      | Gabeca           | 0 - 3 | BluVolley Verona | 23-25, 25-27, 25-21               |
| 9ª giornata - 23 novembre 2008 PalaOlimpia, Verona          | BluVolley Verona | 0 - 3 | Perugia          | 21-25, 18-25, 30-32               |
| 10ª giornata - 30 novembre 2008 PalaValentia, Vibo Valentia | Callipo          | 3 - 2 | BluVolley Verona | 25-18, 19-25, 23-25, 25-20, 15-9  |
| 11ª giornata - 7 dicembre 2008 PalaOlimpia, Verona          | BluVolley Verona | 3 - 1 | Pineto           | 25-21, 32-30, 21-25, 25-22        |
| 12ª giornata - 14 dicembre 2008 PalaOlimpia, Verona         | BluVolley Verona | 2 - 3 | Piacenza         | 21-25, 22-25, 25-21, 25-22, 14-16 |
| 13ª giornata - 21 dicembre 2008 PalaGalassi, Forlì          | Forlì            | 0 - 3 | BluVolley Verona | 22-25, 17-25, 19-25               |

#### Girone di ritorno
| 14ª giornata - 28 dicembre 2008 PalaOlimpia, Verona            | BluVolley Verona | 2 - 3 | Treviso          | 25-19, 15-25, 23-25, 25-23, 13-15 |
| 15ª giornata - 3 gennaio 2009 PalaTrento, Trento               | Trentino         | 3 - 0 | BluVolley Verona | 25-17, 25-19, 25-20               |
| 16ª giornata - 6 gennaio 2009 PalaPanini, Modena               | Modena           | 3 - 1 | BluVolley Verona | 18-25, 25-23, 25-23, 25-17        |
| 17ª giornata - 12 gennaio 2009 PalaOlimpia, Verona             | BluVolley Verona | 3 - 0 | Prisma Taranto   | 25-19, 25-22, 25-23               |
| 18ª giornata - 17 gennaio 2009 PalaBreBanca, Cuneo             | Piemonte         | 3 - 1 | BluVolley Verona | 22-25, 25-19, 25-18, 25-21        |
| 19ª giornata - 25 gennaio 2009 PalaOlimpia, Verona             | BluVolley Verona | 3 - 2 | Lube             | 20-25, 25-17, 25-21, 17-25, 15-13 |
| 20ª giornata - 9 febbraio 2009 PalaFabris, Padova              | Sempre Padova    | 2 - 3 | BluVolley Verona | 25-16, 25-18, 21-25, 18-25, 14-16 |
| 21ª giornata - 15 febbraio 2009 PalaOlimpia, Verona            | BluVolley Verona | 3 - 2 | Gabeca           | 27-29, 20-25, 25-19, 26-24, 15-11 |
| 22ª giornata - 22 febbraio 2009 PalaEvangelisti, Perugia       | Perugia          | 3 - 2 | BluVolley Verona | 23-25, 25-20, 25-16, 21-25, 15-12 |
| 23ª giornata - 1º marzo 2009 PalaOlimpia, Verona               | BluVolley Verona | 0 - 3 | Callipo          | 22-25, 20-25, 15-25               |
| 24ª giornata - 9 marzo 2009 PalaMaggetti, Roseto degli Abruzzi | Pineto           | 3 - 1 | BluVolley Verona | 25-22, 25-17, 23-25, 25-23        |
| 25ª giornata - 15 marzo 2009 PalaBanca, Piacenza               | Piacenza         | 3 - 2 | BluVolley Verona | 25-19, 25-20, 19-25, 23-25, 15-6  |
| 26ª giornata - 22 marzo 2009 PalaOlimpia, Verona               | BluVolley Verona | 3 - 2 | Forlì            | 25-20, 18-25, 25-23, 15-25, 15-13 |

### Coppa Italia

#### Fase a eliminazione diretta
| Quarti di finale - 29 gennaio 2009 PalaBAM, Mantova | Piemonte | 3 - 1 | BluVolley Verona | 20-25, 25-14, 25-12, 25-20 |

## Statistiche

### Statistiche di squadra
| Competizione | Punti | In casa | In casa | In casa | In trasferta | In trasferta | In trasferta | Totale | Totale | Totale |
| Competizione | Punti | G       | V       | P       | G            | V            | P            | G      | V      | P      |
| ------------ | ----- | ------- | ------- | ------- | ------------ | ------------ | ------------ | ------ | ------ | ------ |
| Serie A1     | 36    | 13      | 8       | 5       | 13           | 4            | 9            | 26     | 12     | 14     |
| Coppa Italia | -     | -       | -       | -       | -            | -            | -            | 1      | 0      | 1      |
| Totale       | -     | 13      | 8       | 5       | 13           | 4            | 9            | 27     | 12     | 15     |

G = partite giocate; V = partite vinte; P = partite perse

### Statistiche dei giocatori
| Giocatore    | Serie A1 | Serie A1 | Serie A1 | Serie A1 | Serie A1 | Coppa Italia | Coppa Italia | Coppa Italia | Coppa Italia | Coppa Italia | Totale | Totale | Totale | Totale | Totale |
| Giocatore    | P        | PT       | AV       | MV       | BV       | P            | PT           | AV           | MV           | BV           | P      | PT     | AV     | MV     | BV     |
| ------------ | -------- | -------- | -------- | -------- | -------- | ------------ | ------------ | ------------ | ------------ | ------------ | ------ | ------ | ------ | ------ | ------ |
| J. Bontje    | 26       | 259      | 140      | 86       | 33       | 1            | 5            | 3            | 0            | 2            | 27     | 264    | 143    | 86     | 35     |
| M. Colaci    | 15       | -        | -        | -        | -        | 1            | -            | -            | -            | -            | 16     | -      | -      | -      | -      |
| F. Dehne     | 26       | 25       | 10       | 6        | 9        | 1            | 1            | 0            | 1            | 0            | 27     | 26     | 10     | 7      | 9      |
| M. Łasko     | 26       | 486      | 394      | 50       | 42       | 1            | 14           | 10           | 4            | 0            | 27     | 500    | 404    | 54     | 42     |
| M. Latelli   | 24       | 2        | 2        | -        | -        | 1            | -            | -            | -            | -            | 25     | 2      | 2      | -      | -      |
| G. Marić     | 23       | 143      | 113      | 13       | 17       | 1            | 5            | 5            | 0            | 0            | 24     | 148    | 118    | 13     | 17     |
| M. Mosterts  | 14       | 26       | 20       | 5        | 1        | 1            | 0            | 0            | 0            | 0            | 15     | 26     | 20     | 5      | 1      |
| S. Parodi    | 26       | 294      | 239      | 33       | 22       | 1            | 11           | 9            | 1            | 1            | 27     | 305    | 248    | 34     | 23     |
| M. Popp      | 26       | 262      | 223      | 28       | 11       | 1            | 7            | 6            | 1            | 0            | 27     | 269    | 229    | 29     | 11     |
| A. Semenzato | 26       | 168      | 113      | 43       | 12       | 1            | 4            | 2            | 2            | 0            | 27     | 172    | 115    | 45     | 12     |
| D. Sottile   | 26       | 31       | 14       | 15       | 2        | 1            | 3            | 1            | 2            | 0            | 27     | 34     | 15     | 17     | 2      |
| D. Szabó     | 21       | 17       | 16       | 1        | 0        | 1            | 0            | 0            | 0            | 0            | 22     | 17     | 16     | 1      | 0      |
| M. Volpini   | 2        | 0        | 0        | 0        | 0        | 0            | 0            | 0            | 0            | 0            | 2      | 0      | 0      | 0      | 0      |

P = presenze; PT = punti totali; AV = attacchi vincenti; MV = muri vincenti; BV = battute vincenti